# 七人ぐらいの兵士
七人ぐらいの兵士（しちにんぐらいのへいし）は、日本の舞台作品。生瀬勝久作、水田伸生演出、明石家さんま主演により2000年に初演、2015年に再演された。

## 概要
元コンビで日中戦争に出征した漫才師の陸戦兵2人と彼らが入院した野戦病院の兵士が繰り広げるコメディー悲劇。
明石家さんまが初めて本格的に舞台主演を果たした演劇。発端は主演のドラマで生瀬と意気投合していたさんまが打ち上げ席での社交辞令で「このメンバーでまた、やりたいですねぇ。」と言う発言を聞いた生瀬勝久が数ヵ月後に脚本を書き上げさんまに出演を持ちかけた。
しかし、それまでのさんまの舞台経験はコントやNGKでの新喜劇、『日曜笑劇場』の「花の駐在さん」などでしか舞台の経験が無かったために飛びかう舞台用語や演技指導に困惑し、終盤アドリブで「あんな事言わなければ良かったわ！建前で言った事真に受け、突然台本持って『これで舞台やろ！』って言いやがって!」と生瀬に突きつけていた。
また、この時に共演した温水洋一をさんまが気に入り、終了後踊る!さんま御殿!!や明石家マンション物語に出演するなどバラエティ進出のきっかけになった。
この模様は日本テレビ系深夜ドラマ番組shin-D枠にて、2000年9月4日から9月25日まで4回に分けて放送された。

## 期間・公演会場
初演（2000年 - 2001年）
- 2000年8月29日（火） - 9月3日（日）：PARCO劇場
- 2001年4月24日（火） - 4月30日（月）：シアタードラマシティ

再演（2015年）
- 2015年7月5日（日） - 7月26日（日）：シアターコクーン
- 2015年8月19日（水） - 8月25日（火）：シアターBRAVA!

## ストーリー

### 戦地へ
水嶋と木下は『若葉レフト・ライト』として売り出し中の若手漫才コンビ。しかし、太平洋戦争が始まり、軍部から英語は敵性語として『若葉ひだり・みぎ』に改名させられ、さらに漫才の内容に検閲が入り、オチは必ず「打倒アメリカ」、「最後まで聖戦を戦い抜こう」、「大日本帝国万歳」、「天皇陛下万歳」という国威発揚のものに改変させられた。英語の芸名こそ斬新さがあり、オチの解る漫才など誰が見ると考えていた水嶋は漫才に情熱を無くし、寄席に姿を現さず、急遽若葉みぎの漫談に変更するも駄々スベりで客を怒らせてしまう。
その頃、看護婦をしていた木下の妹、さくらが過労で死亡した。実は兄に内緒で水嶋と付き合っていた事が発覚し、死に目にも立ち会わなかった水嶋に木下は「妹は散々水嶋にたぶらかされて死んでいった」と水嶋を深く恨み、以後も水嶋は劇場に現れずコンビは自然解散した。
そんな中、召集令状が届き木下は中国に赴く事になる。木下は部隊長になるが、全員大阪出身で年寄りに病弱、帰国ばかり考えている駄目兵士部隊で再訓練を指示されていた。兵役満了間近のある日、木下が演習中に負傷、野戦病院に担ぎ込まれる。そこには兵士達から「爆笑王」と呼ばれる人気者の兵士がいた。それこそ負傷兵士達に冗談話を話し笑いを取っていた水嶋だった･･･

### 漫才大会へ
木下は水嶋を恨むあまり、兵役を伸ばしてまであの手この手で水嶋を謀殺しようとするが、ことごとく失敗。さらに水嶋は実は負傷を偽り部隊から逃げてきた逃亡兵と聞いて木下は臆病者とさらに憎悪を募らせる。
ある日、慰問団で芸人が来ると聞いて大喜びする中、水嶋は「兵隊さんの時間（飛び入り）に芸を披露して評価を取れば部隊を除隊できるかも知れない」と言いふらし（水嶋が考えたデマ）、兵士達は除隊しようと兵士の田中、鎌田、西口、小沢、片岡と漫才の練習を始めたが、練習中に水嶋の相方役田中がマラリアを発症し病死。水嶋は木下と急遽みぎ・ひだりを再結成するが木下は除隊を阻止しようと漫才大会をぶち壊そうと企む。
そして、迎えた漫才大会。水嶋と木下は漫才を披露するも、木下が漫才中に水嶋とケンカを起こし漫才大会は中止。2人は獄中に放り込まれる。除隊もデマだったことが解り落胆する兵士達にさらに追い討ちをかけるように、戦況が悪化し戦線が病院の地点にまで迫ってきてしまう。

### 別れの時
軍部からの指令で部隊は突撃で名誉の戦死を遂げるよう命じられ、鎌田、小沢、西口、熊田、浜田と次々に突撃し銃弾に倒れていった。そして残ったのは水嶋と木下だけとなるがそれでも水嶋は前線から逃げようとして木下と大喧嘩になる。水嶋は「死ぬのが怖いんやない！生きていたいんや！」と叫び、今までの真相を話し両者は和解。水嶋と木下は「あの世で漫才やろう！」と言ってレフト・ライトとして漫才をしながら敵陣に突撃、戦死した。片岡は戦況報告で「戦死者は･･･七人ぐらいです･･･。」と報告。軍部が「何だ?!七人ぐらいというのは?!もしもし、もしもし･･･」と軍部からの声がフェードアウトして幕を閉じる。

## 登場人物
（/より右は2015年再演時のキャスト）
水嶋 兵吉（若葉 レフト→若葉 ひだり）
演 - 明石家さんま
上等兵。
木下 一郎（若葉 ライト→若葉 みぎ）
演 - 生瀬勝久
兵長。
片岡 隼人
演 - 恵俊彰・松尾伴内 / 恵俊彰・中尾明慶（ダブルキャスト）
通信兵。
木下 さくら / 吉永 花子（一人二役）
演 - 一色紗英 / 内田有紀
看護婦。
鎌田一等兵
演 - 深沢敦 / 森田甘路
田中二等兵
演 - 温水洋一
小沢一等兵
演 - 八十田勇一
西口二等兵
演 - 坪田秀雄 / 須賀健太
熊田一等兵
演 - 山西惇
浜田軍曹
演 - 中村育二

## スタッフ
- 作：生瀬勝久
- 演出：水田伸生
- 美術：堀尾幸男
- 音楽：佐藤史朗
- 照明：黒尾芳昭
- 音響：早川毅
- 衣裳：三大寺志保美
- 宣伝美術：東学
- 宣伝写真：森善之
- 舞台監督：澁谷壽久
- テーマ曲「ジェットにんぢん」唄：GO!GO!7188